# Óscar Gamazo
Óscar Gamazo Micó, né le 17 avril 1976, est un homme politique espagnol membre du Parti populaire (PP).
Il est élu député de la circonscription de Valence lors des élections générales de juin 2016.

## Biographie

### Profession
Il est titulaire d'une licence en droit délivrée par l'Université de Valence. Il est avocat, actuellement sans exercice.

### Carrière politique
Il est conseiller municipal de Gandia de 2000 à 2003 puis conseiller municipal de Potries.
Le 26 juin 2016, il est élu député pour Valence au Congrès des députés.